# آپکس (کلاه)

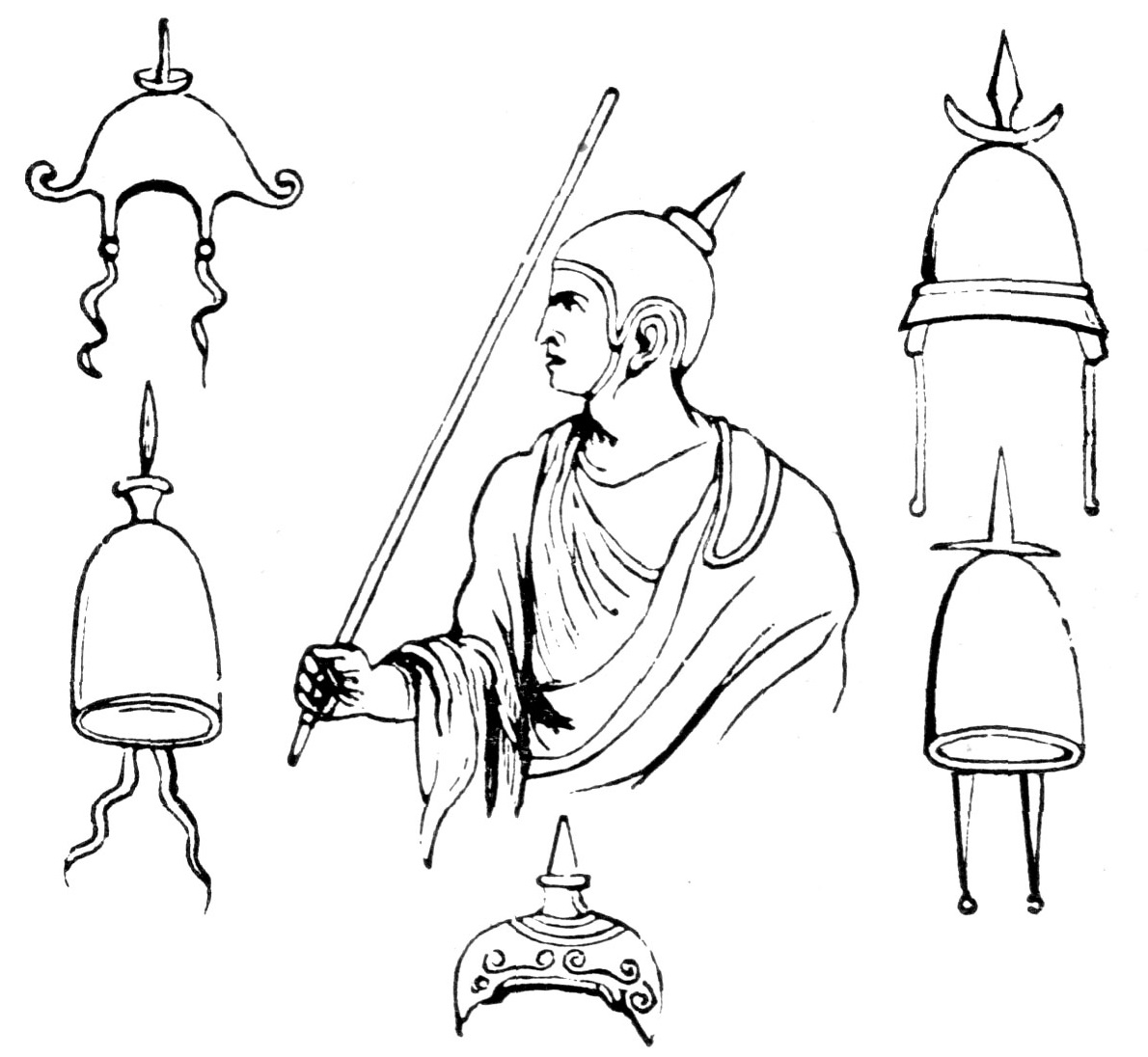
انواع آپکس

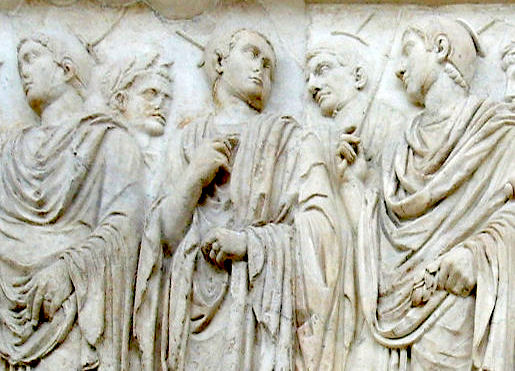
یک نقش برجسته از محراب صلح آگوستین که فلامنها را با آپکس نشان می‌دهد.

آپکس (انگلیسی: Apex) نوعی سرپوش یا کلاه بود که برخی از راهبان دین رومی، فلامن‌ها و سالی‌ها در روم باستان می‌پوشیدند.
قسمت اصلی راس، قطعه ای نوک تیز از چوب زیتون بود که «آپیکولا» نامیده می‌شد و پایه آن با یک قفل پشمی احاطه شده بود. این را در بالای سر می‌پوشیدند یا فقط با فیله نگه می‌داشتند، یا، همان‌طور که معمولاً اتفاق می‌افتاد، با دو رشته یا نوار نیز بسته می‌شد.